# Niwka (Sosnowiec)
Niwka (früher auch Niwki) ist eine ehemalige Marktgemeinde (oder Stadt) von 1775 bis 1801, jetzt ein südlicher Stadtteil von Sosnowiec in der Woiwodschaft Schlesien in Polen.

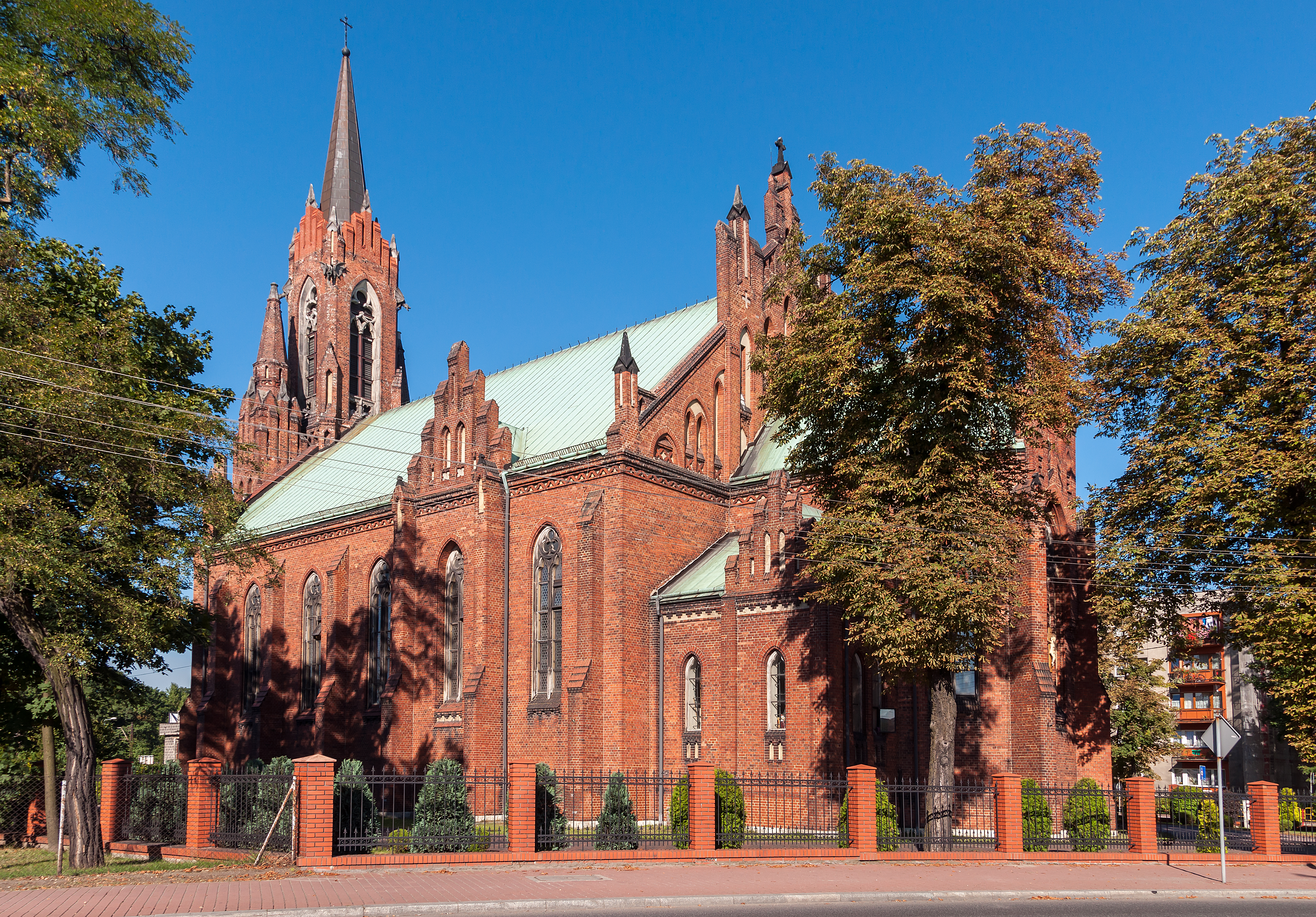
Ortskirche

## Geschichte
Der Ort Nywky (niwki, plural für niwka – Ackerfeld) an der Mündung der Porąbka in die Weiße Przemsa wurde im Jahr 1529 erstmals urkundlich erwähnt. Der Ort zwischen der Schwarzen und Weißen Przemsza gehörte administrativ zum Kreis Proszowice bzw. Kraków in der Woiwodschaft Krakau im Königreich Polen (ab 1569 in der Adelsrepublik Polen-Litauen), jedoch war das Dorf in die römisch-katholische Pfarrei in der oberschlesischen Stadt Mysłowice bis zum 19. Jahrhundert eingepfarrt.
1706 erhielt der benachbarte Ort Modrzejów das Stadtrecht und entwickelte sich zum typischen Schtetl. Nach der Mitte des 18. Jahrhunderts entwickelte sich auch Niwki bzw. Niwka als ihre Zwillingsstadt, jedoch von römisch-katholischer Bevölkerung bewohnt und möglicherweise nur mit Marktrecht (die Urkunden sind nicht erhalten, genau wie die damalige Bebauung). Im Zuge der Dritten polnischen Teilung kam es 1795 an Preußen als Teil von Neuschlesien und 1801 verlor der Ort definitiv das Stadtrecht. 1807 kam es ins Herzogtum Warschau und 1815 ins neu entstandene russisch beherrschte Kongresspolen. 
1819 wurde Niwka aus der Pfarrei von Mysłowice ausgeschlossen und an Czeladź eingepfarrt. Der Ort lag im Polnischen bzw. Dombrowaer Kohlebecken. Die Förderung von Steinkohle begann in der Ortschaft Bobrek im frühen 19. Jahrhundert, kurz danach folgte die Hütte Henryków. 1826 wurde die selbständige Pfarrei in Niwka errichtet. 1827 gab es 15 Häuser mit 100 Einwohnern. In den 1830er Jahren wurde eine moderne Straße zu Dąbrowa Górnicza gebaut. 1852 wurde der Pfarrsitz der Pfarrei in Zagórze verlegt. Das Dreikaisereck wurde ab dem Ende des 19. Jahrhunderts zu einem touristischen Anziehungspunkt.
1915 wurde Niwka zum Sitz einer neuen Landgemeinde im Powiat Będziński der Woiwodschaft Kielce, die im Jahr 1921 das Dorf Stara Niwka (Alt-Niwka), zwei Fabriksiedlungen Bobrek und Niwka sowie 4 Kolonien (Dańdówka, Szuwałówka, Wisielówka und Zabijak) umfasste, insgesamt 363 Häuser mit 9311 Einwohnern; es waren überwiegend polnische Römisch-Katholiken, es gab auch 488 Juden.
In der Zwischenkriegszeit wurde das Stadtrecht für das vereinigte Niwka und Modrzejów (schon 1915 nach Sosnowiec eingemeindet) erwogen. Niwka wurde 1953 mit Jęzor nach Sosnowiec eingemeindet.